# 托马斯·阿洛夫斯
托马斯·阿洛夫斯（德語：Thomas Allofs，1959年11月17日—），德国前男子足球运动员，场上位置是前锋。他曾代表西德国家队参加1982年国际足联世界杯，结果队伍获得亚军。